# Gråen
Gråen ist eine künstliche schwedische Insel vor Landskrona, die auf einer Sandbank errichtet wurde, um den Hafen der Stadt vor militärischen Angriffen zu schützen.

## Geschichte
Die Befestigungsarbeiten begannen 1748, nachdem unter Friedrich I. 1746/47 beschlossen wurde, ganz Schweden zu befestigen. In Landskrona wurde unter anderem die Zitadelle Adolf Fredriks fäste (Festung Adolf Fredrik) auf der Insel Gråen im Öresund errichtet. 1788 wurden die Arbeiten eingestellt und die Anlage in Gråen wurde kleiner als geplant. Heute ist nur noch der Schießpulverturm aus dem frühen 19. Jahrhundert erhalten.
Die strategische Bedeutung von Gråen, wie die der älteren Zitadelle auf dem Festland, gewann im Zusammenhang mit dem Zweiten Weltkrieg und dem anschließenden Kalten Krieg erneut an Relevanz. Die Befestigungsanlagen wurden 1940 in die Skånelinjen eingegliedert. Diese Linie bestand aus leichteren Befestigungen für Maschinengewehre, kleineren Geschützen und Beobachtungsposten sowie Panzerhindernissen. In Landskrona, auf Gråen und innerhalb der Zitadelle wurden diese Verteidigungsanlagen in die Mauern und Wälle eingebaut. Entlang des Strandes in einem Abschnitt zwischen Gråen und der Zitadelle wurde ein Panzerhindernis, bestehend aus sogenannten Drachenzähnen, aufgebaut. Diese Verteidigungslinie wurde bis in die 1970er Jahre modernisiert.
Im Süden ist Gråen mit der seit 1978 angelegten Gipsön verbunden. Gråen und Gipsön sind ungefähr gleich groß und haben zusammen eine Fläche von etwas mehr als 80 Hektar.

## Nutzung
Auf Gråen liegen auf der Ostseite etwa 50 Schrebergärten sowie im Norden und Westen ein Vogelschutzgebiet.

## Naturschutzgebiet Gråen
Der nördliche Teil der Insel bildet Gråens naturreservat. Das Gebiet steht seit 1952 unter Naturschutz und ist 27 Hektar groß. Das Reservat mit Teichen und Wassergräben ist unter anderem ein Lebensraum für Seevögel wie Kormorane und Reiher. Das Gebiet darf zwischen dem 15. März und dem 1. August nicht betreten werden.